# UFC 7
UFC 7: The Brawl in Buffalo foi um evento de artes marciais mistas promovido pelo Ultimate Fighting Championship, ocorrido em 8 de setembro de 1995 no Memorial Auditorium em Buffalo, Estados Unidos. O evento foi transmitido ao vivo em pay-per-view para os EUA e depois vendido para home video.

## Background
O UFC 7 contou com um torneio de oito homens, uma luta pelo UFC Superfight Championship entre o atual campeão do UFC, Ken Shamrock, e o vencedor do UFC 6, Oleg Taktarov, e três lutas alternativas, que não foram exibidas na transmissão ao vivo em pay-per-view. O torneio não teve classes ou limites de peso. Cada luta não teve round, mas um limite de tempo de 20 minutos foi imposto para as lutas das quartas de final e semifinais do torneio. As finais do torneio e da Superluta tiveram limite de tempo de 30 minutos e, se necessário, prorrogação de cinco minutos.
Consistente com os primeiros eventos do UFC, o limite de tempo não foi seguido, já que a Superluta apresentava apenas uma prorrogação de três minutos, talvez devido a restrições de tempo do pay-per-view. Independentemente disso, o programa durou três horas em pay-per-view, impedindo alguns espectadores de ver a luta final. O árbitro do card principal foi 'Big' John McCarthy. Michael Buffer foi o locutor convidado da noite. Taimak arbitrou as lutas preliminares do card.
Michael Buffer anunciou erroneamente que o Buffalo Memorial Auditorium era a casa dos Buffalo Bills da National Football League (NFL). Na verdade, era a casa dos Buffalo Sabres da National Hockey League (NHL).
Marco Ruas venceu o torneio ao derrotar Paul Varelans.
Este foi o primeiro evento do UFC a ser realizado no estado de Nova York. Após o evento, as artes marciais mistas foram ilegais em Nova York, o que proibiu o UFC ou qualquer outra organização de realizar outros eventos de MMA no estado; levaria duas décadas e um lobby significativo para aprovar uma legislação que permitisse o esporte. O UFC não realizaria outro evento no estado até o UFC 205 em 2016; a organização posteriormente retornou a Buffalo no UFC 210 em abril de 2017.

## Resultados
Nota 1 Pelo Cinturão Superfight do UFC.

## Chave do Torneio
|  | Quartas de final | Quartas de final                | Quartas de final |                         |                | Semifinais                | Semifinais | Semifinais |  |  | Final | Final | Final |  |
|  |                  |                                 |                  |                         |                |                           |            |            |  |  |       |       |       |  |
|  | Estados Unidos   | Paul Varelans (Wrestling)       | FIN              |                         |                |                           |            |            |  |  |       |       |       |  |
|  | Estados Unidos   | Paul Varelans (Wrestling)       | FIN              |                         |                |                           |            |            |  |  |       |       |       |  |
|  | Estados Unidos   | Gerry Harris (Karatê Kyokushin) | 1:07             |                         |                |                           |            |            |  |  |       |       |       |  |
|  | Estados Unidos   | Gerry Harris (Karatê Kyokushin) | 1:07             |                         | Estados Unidos | Paul Varelans (Wrestling) | FIN        |            |  |  |       |       |       |  |
|  |                  |                                 |                  |                         | Estados Unidos | Paul Varelans (Wrestling) | FIN        |            |  |  |       |       |       |  |
|  |                  |                                 | Estados Unidos   | Mark Hall (Jujutsu)     | 1:04           |                           |            |            |  |  |       |       |       |  |
|  | Estados Unidos   | Mark Hall (Jujutsu)             | Estados Unidos   | Mark Hall (Jujutsu)     | 1:04           | FIN                       |            |            |  |  |       |       |       |  |
|  | Estados Unidos   | Mark Hall (Jujutsu)             |                  |                         |                |                           |            |            |  |  |       |       |       |  |
|  | Canadá           | Harold Howard (Karatê Goju-ryu) | 1:41             |                         |                |                           |            |            |  |  |       |       |       |  |
|  | Canadá           | Harold Howard (Karatê Goju-ryu) | 1:41             |                         | Estados Unidos | Paul Varelans (Wrestling) | 13:17      |            |  |  |       |       |       |  |
|  |                  |                                 |                  |                         |                |                           |            |            |  |  |       |       |       |  |
|  |                  |                                 | Brasil           | Marco Ruas (Luta Livre) | TKO            |                           |            |            |  |  |       |       |       |  |
|  | Países Baixos    | Remco Pardoel (Jujutsu)         | Brasil           | Marco Ruas (Luta Livre) | TKO            | FIN                       |            |            |  |  |       |       |       |  |
|  | Países Baixos    | Remco Pardoel (Jujutsu)         |                  |                         |                |                           |            |            |  |  |       |       |       |  |
|  | Estados Unidos   | Ryan Parker (Karatê Shotokan)   | 3:05             |                         |                |                           |            |            |  |  |       |       |       |  |
|  | Estados Unidos   | Ryan Parker (Karatê Shotokan)   | 3:05             |                         | Países Baixos  | Remco Pardoel (Jujutsu)   | 12:27      |            |  |  |       |       |       |  |
|  |                  |                                 |                  |                         | Países Baixos  | Remco Pardoel (Jujutsu)   | 12:27      |            |  |  |       |       |       |  |
|  |                  |                                 | Brasil           | Marco Ruas (Luta Livre) | FIN            |                           |            |            |  |  |       |       |       |  |
|  | Brasil           | Marco Ruas (Luta Livre)         | Brasil           | Marco Ruas (Luta Livre) | FIN            | FIN                       |            |            |  |  |       |       |       |  |
|  | Brasil           | Marco Ruas (Luta Livre)         |                  |                         |                |                           |            |            |  |  |       |       |       |  |
|  | Estados Unidos   | Larry Cureton (Kickboxing)      | 3:23             |                         |                |                           |            |            |  |  |       |       |       |  |